# Phaea johni
Phaea johni är en skalbaggsart som beskrevs av Chemsak 2000. Phaea johni ingår i släktet Phaea och familjen långhorningar.
Artens utbredningsområde är Panama. Inga underarter finns listade i Catalogue of Life.